# Технология pull
Технология pull (англ. pull technology, pull coding или client pull - сбор чего-либо ) — технология сетевой коммуникации, при которой первоначальный запрос данных производится клиентом, а ответ порождается сервером. Противоположностью ей является технология push.
Технология pull — эффективный и экономичный способ для открытого вещания широкому кругу неизвестных потенциальных клиентов. Он наиболее эффективен для клиента, ищущего специфический элемент. Pull-запросы составляют базовую основу сетевых вычислений, когда множество клиентов запрашивает данные с централизованых серверов. Также pull широко используется в сети Интернет для HTTP-запросов страниц на web-сайтах.
Большинство веб-каналов, таких как RSS, технически использует pull-схему. С помощью RSS программа пользователя (RSS reader) периодически опрашивает сервер на предмет нового содержания; сервер не отправляет клиенту нежелательную информацию.